# ابن معمر
حمد بن ناصر بن عثمان بن معمر التميمي أو ابن معمر (1160هـ - 1225هـ) فقيه حنبلي من أهل نجد ولد في العيينة، وانتقل إلى الدرعية.
طلب شريف مكة غالب بن مساعد في 1211 هـ من عبد العزيز بن محمد بن سعود أن يرسل عالماً ليناظر علماء الحرم في شيء من أمور الدين الإسلامي، فأرسل ابن سعود ابن معمر على رأس وفد من العلماء، فناظرهم وظهر عليهم. عندما ضم ابن سعود الحجاز 1220 هـ بعث ابن معمر مشرفا على أحكام قضاة مكة المكرمة وتوفي هناك بعد أن مكث أربع سنين ودفن في البياضية.

## نسبه
هو الشيخ حمد بن ناصر بن الأمير عثمان بن حمد بن عبد الله بن محمد بن حمد بن عبد الله بن محمد بن معمر بن حمد بن حسن بن طوق بن سيف، من العناقر الذي هو بطن كبير من بني سعد، وبنو سعد إحدى قبائل بني تميم القبيلة المشهورة. فهو ينتسب إلى أسرة آل معمر التي كانت إمارتها الأقوى والأبرز في بلاد نجد خلال فترة وجودها بين القرن التاسع والثاني عشر الهجري.

## نشأته
ولد الشيخ ابن معمر سنة 1160 هـ في العيينة، في عهد إمارة جده عثمان بن حمد بن معمر على العيينة وهو أشهر أمرائها. والعيينة وقت ولادته كانت أكبر مدن نجد، فنشأ وأخذ العلوم فيها.
وحينما بلغ الرابعة عشر من عمره قُتل جده عثمان أمير العيينة سنة 1163هـ، فانتقل أبوه ناصر بن عثمان من العيينة إلى الدرعية، وكان أبوه (ناصر) وهو خال الإمام سعود الكبير، من المشاركين في جيش عبد العزيز بن محمد آل سعود وابنه سعود الكبير حتى قُتل عام 1182 هـ في معركة (قنا) إحدى الأماكن الجنوبية.
وفي الدرعية أخذ الشيخ حمد ابن معمر العلوم الدينية على كبار علماءها، ومن أبرز شيوخه:
1. الشيخ محمد بن عبد الوهاب.
2. الشيخ حمد بن مانع العريني.[5]
3. الشيخ محمد بن علي بن غريب.
4. الشيخ حسين بن غنام.

وغيرهم من العلماء، حتى أصبح فيما بعد من كبار علماء الدعوة.

## القضاء
تولى الشيخ حمد بن معمر قضاء الدرعية بأمر من الإمام سعود الكبير. وفي سنة 1221هـ عيّنه رئيساً لقضاة مكة المكرمة، وصار هو العالم المشرف على قضاء مكة وتوابعها.
في سنة 1225 هـ تداعت القبة التي على مقام إبراهيم، فأعيد بناؤها وكان ذلك بإشرافه ومراقبته.

## تلامذته
جلس ابن معمر في الدرعية للتدريس، فكان لديه العديد من التلامذة البارزين، منهم:
1. إبنه الشيخ الأديب عبد العزيز بن حمد بن معمر.
2. الشيخ سليمان بن عبد الله آل الشيخ.
3. الشيخ عبد الرحمن بن حسن بن محمد بن عبد الوهاب.
4. الشيخ علي بن حسين آل الشيخ.
5. الشيخ عبد العزيز بن حمد بن إبراهيم بن مشرف.
6. الشيخ عبد الله بن محمد بن عبد الوهاب.
7. الشيخ عبد الله بن محمد بن أحمد بن مشرف.
8. إبراهيم بن سيف الدوسري.
9. الشيخ عبد العزيز بن عبد الله الحصين.
10. الشيخ عبد العزيز بن عثمان الشبانة.
11. الشيخ عبد الله بن سليمان بن سيف الدوسري.
12. الشيخ عبد الله بن سليمان بن عبيد.[7]

## المناظرات والارشادات
في سنة 1211هـ طلب الشريف غالب بن مساعد أمير مكة من الإمام عبد العزيز بن محمد آل سعود أن يبعث اليه عالِماً ليناظر علماء مكة المكرمة في شيء من أمور الدين، فبعث اليه الشيخ حمد بن معمر على رأس ركب من العلماء، وفي مكة جرت مناظرات عدة بينه وبين علماء الشافعية والمالكية والحنفية والمقدم فيهم مفتي الأحناف الشيخ عبد الملك بن عبد المنعم القلعي، وذلك بحضرة والي مكة الشريف غالب وذلك في شهر رجب، فظهر عليهم الشيخ ابن معمر بحجته فسلموا له وأذعنوا لأقواله ودلائله.

ثم طلبوا منه الإجابة على ثلاث مسائل، الأولى: دعاء الأموات، والثانية: حكم البناء على القبور، والثالثة: حكم من أتى بالشهادتين ومَنع الزكاة، فحرر في هذا المسائل رسالة سماها علماء الدرعية (الفواكه العِذاب في الرد على من لم يحكم بالسنة والكتاب) وقد اوردها الشيخ حسين بن غنام في الجزء الثاني من تاريخه، واختارها الشيخ سليمان بن سحمان مع مختاراته التي جمعها في رسالة وسماها «الهدية السنية والتحفة الوهابية النجدية» فطبعت عدة مرات.

## وفاته
بقي الشيخ حمد بن معمر في مكة المكرمة رئيساً لقضاتها ومشرفاً على أحكامهم حتى وفاته في أول ذي الحجة سنة 1225هـ، فصلى عليه الناس عند الكعبة المشرفة، وذهبوا به إلى مقبرة البياضية، فخرج الإمام سعود من قصره قصر البياضية وصلى عليه مرة أخرى في جمع من المسلمن.

## بعض كتبه
1. الفواكه العذاب في الرد على من لم يحكم السنة والكتاب.
2. التحفة المدنية في العقيدة السلفية.
3. رسائل وفتاوى الشيخ حمد بن ناصر بن عثمان بن معمر (مطبوع ضمن مجموعة الرسائل والمسائل النجدية، الجزء الثاني)